# Liste der Biografien/Kola
Liste der Biografien |
Portal Biografien |
Personensuche
# |
A |
B |
C |
D |
E |
F |
G |
H |
I |
J |
K |
L |
M |
N |
O |
P |
Q |
R |
S |
T |
U |
V |
W |
X |
Y |
Z |
?
 
Ka |
Kb |
Kc |
Kd |
Ke |
Kf |
Kg |
Kh |
Ki |
Kj |
Kl |
Km |
Kn |
Ko |
Kp |
Kr |
Ks |
Kt |
Ku |
Kv |
Kw |
Ky |
Kx |
Kz
 
Koa |
Kob |
Koc |
Kod |
Koe |
Kof |
Kog |
Koh |
Koi |
Koj |
Kok |
Kol |
Kom |
Kon |
Koo |
Kop |
Kor |
Kos |
Kot |
Kou |
Kov |
Kow |
Kox |
Koy |
Koz
 
Kola |
Kolb |
Kolc |
Kold |
Kole |
Kolf |
Kolg |
Kolh |
Koli |
Kolj |
Kolk |
Koll |
Kolm |
Koln |
Kolo |
Kolp |
Kolr |
Kols |
Kolt |
Kolu |
Kolv |
Kolw |
Koly |
Kolz
Die Liste der Biografien führt alle Personen auf, die in der deutschsprachigen Wikipedia einen Artikel haben. Dieses ist eine Teilliste mit 91 Einträgen von Personen, deren Namen mit den Buchstaben „Kola“ beginnt.

## Kola
- Kola, Agustin (* 1959), albanischer Fußballspieler
- Kola, Bledar (* 1972), albanischer Fußballspieler
- Kola, Cyril (* 1927), sorbischer Autor, Kritiker und Übersetzer

### Kolac
- Koláček, František (1851–1913), tschechischer Physiker
- Koláček, František (1881–1942), tschechischer Geograph und Hochschullehrer, Widerstandskämpfer gegen das NS-Regime
- Koláček, Josef (1929–2019), tschechischer Jesuit und Journalist

### Kolad
- Kolade, Bobby (* 1987), deutsch-nigerianischer Modedesigner

### Kolah
- Kolahi Samadi, Mohammad Reza († 2015), iranischer Attentäter

### Kolai
- Kolaios, griechischer Seefahrer und Händler

### Kolaj
- Kolaja, Marcel (* 1980), tschechischer Politiker (Česká pirátská strana), MdEP
- Kolaja, Václav (* 1971), tschechischer Diplomat

### Kolak
- Kolak, Dorota (* 1957), polnische Schauspielerin
- Kolak, Marija (* 1970), kroatisch-deutsche Betriebswirtin
- Kolak, Sara (* 1995), kroatische Leichtathletin
- Kolaković, Aleksa (* 1997), serbischer Handballspieler
- Kolaković, Azra (1977–2017), bosnische Turbo-Folk-Sängerin
- Kolaković, Miloš (* 1974), serbischer Fußballspieler
- Kołakowska, Zofia (* 1948), polnische Leichtathletin

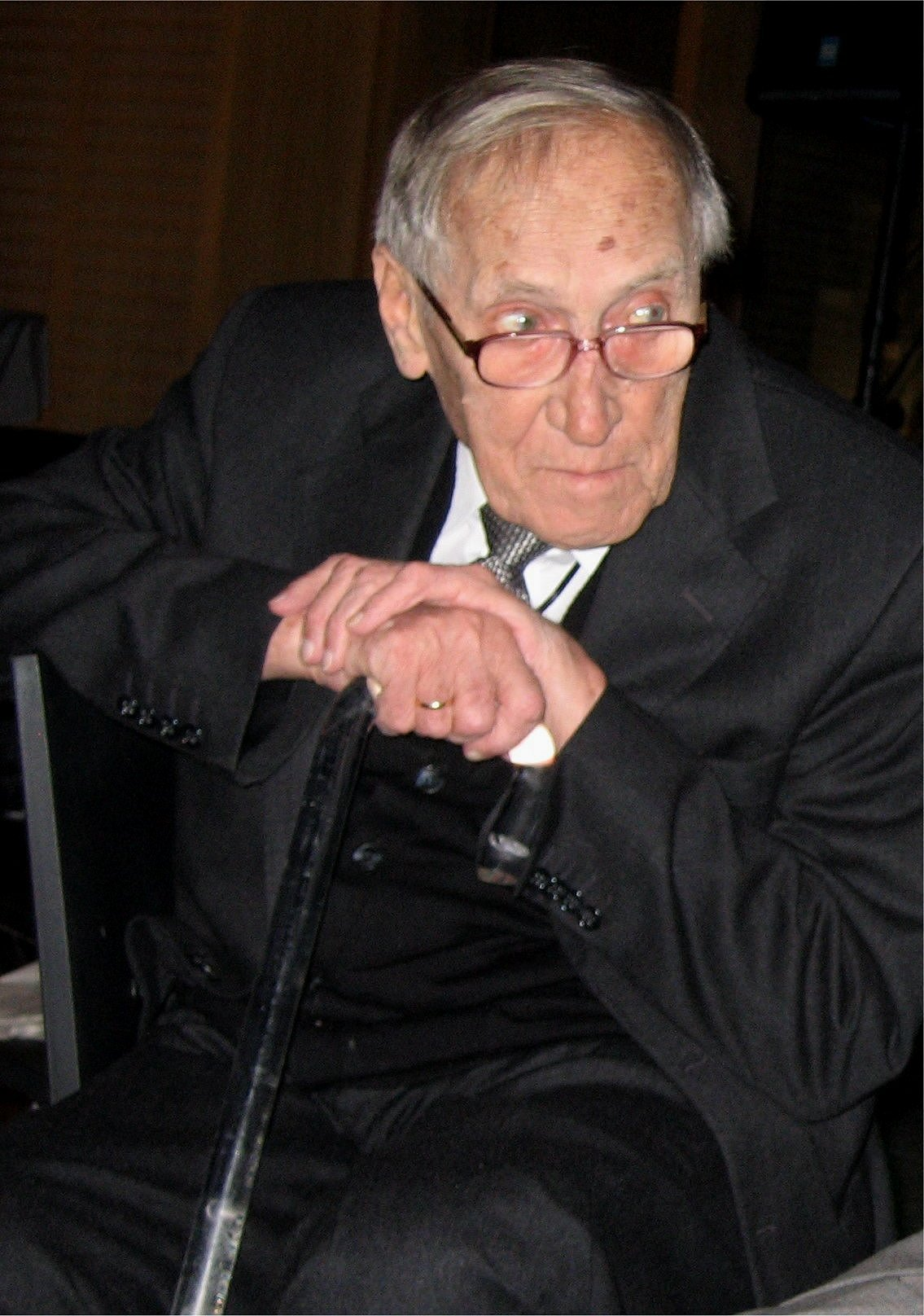
Leszek Kołakowski (1927–2009)

- Kołakowski, Lech (* 1963), polnischer Politiker, Mitglied des Sejm
- Kołakowski, Leszek (1927–2009), polnischer Philosoph und SchriftstellerLeszek Kołakowski (1927–2009)
- Kołakowski, Robert (* 1963), polnischer Politiker, Mitglied des Sejm

### Kolan
- Kolander, Friedrich (1904–1979), deutscher Schauspieler und Regisseur
- Kolander, Rok (* 1980), slowenischer Ruderer
- Kolano, Uta (* 1966), deutsche Film- und Sachbuch-Autorin sowie Regisseurin
- Kolanos, Krys (* 1981), kanadischer Eishockeyspieler
- Kolanyane-Kesupile, Katlego Kai (* 1988), botswanisch-britische Performance-Künstlerin, Musikerin, Schriftstellerin und LGBT-Aktivistin

### Kolar
- Kolar, Bogdan (* 1954), slowenischer römisch-katholischer Kirchenhistoriker
- Kolář, Daniel (* 1985), tschechischer Fußballspieler
- Kõlar, Erich (1924–2022), estnischer Dirigent
- Kolar, Felix (1887–1944), österreichischer Bauhilfsarbeiter und Widerstandskämpfer gegen den Nationalsozialismus
- Kolar, Gabriele (* 1959), österreichische Landespolitikerin (SPÖ)Gabriele Kolar (* 1959)

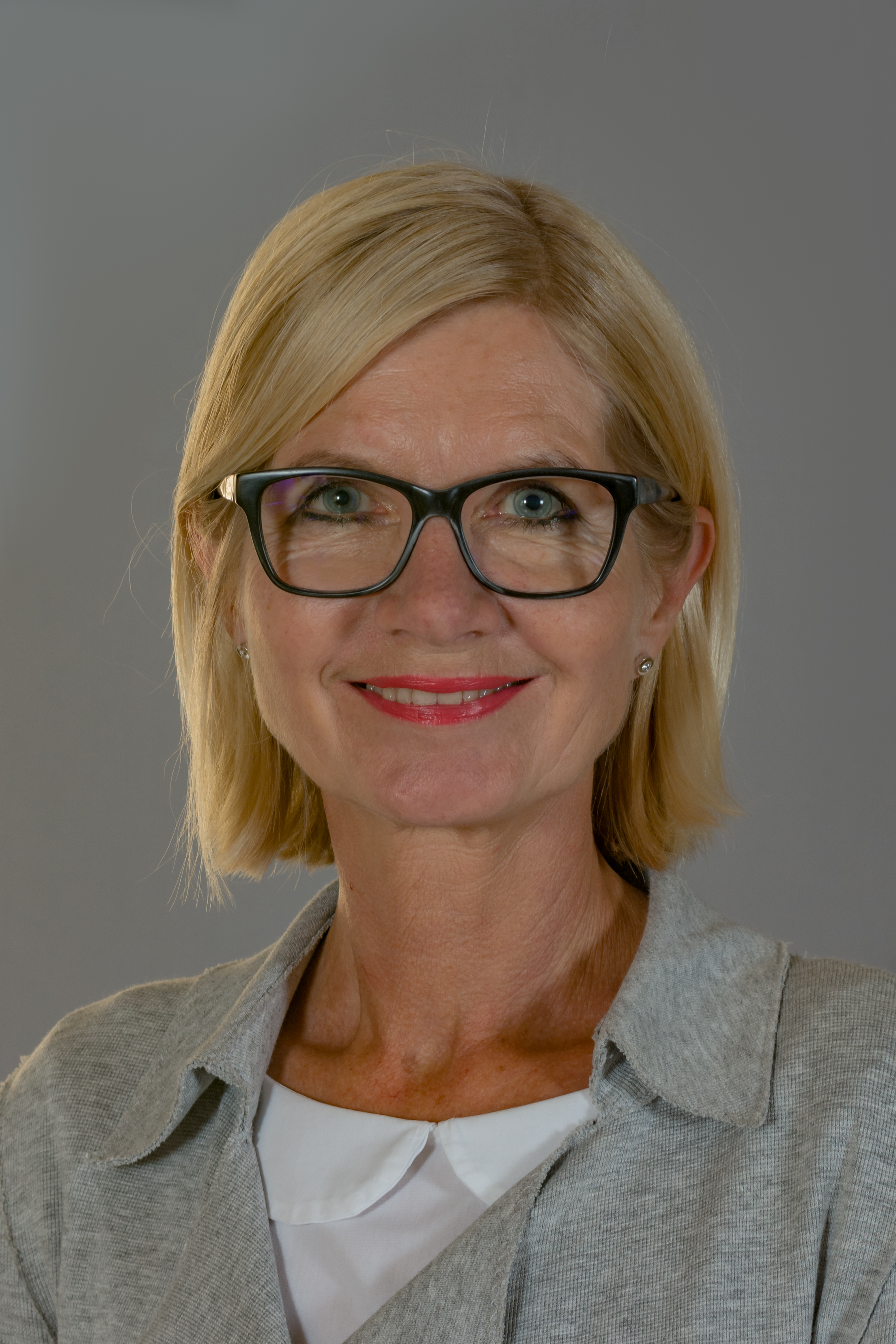
Gabriele Kolar (* 1959)

- Kolar, Gertrude (1926–2014), österreichische Kunstturnerin
- Kolář, Jan (* 1981), tschechischer Eishockeyspieler
- Kolář, Jan (* 1986), tschechischer Eishockeyspieler
- Kolář, Jiří (1914–2002), tschechischer Dichter und bildender Künstler
- Kolář, Jiří (* 1938), tschechoslowakischer Radrennfahrer
- Kolář, Karel (1955–2017), tschechoslowakischer Leichtathlet
- Kolar, Katarina (* 1989), kroatisch-bosnische Fußballspielerin
- Kõlar, Margo (* 1961), estnischer Komponist
- Kolar, Marko (* 1995), kroatischer Fußballer
- Kolar, Markus (* 1984), österreichischer Handballspieler
- Kolář, Martin (* 1983), tschechischer Fußballspieler
- Kolář, Michal (* 1992), slowakischer Radrennfahrer
- Kolar, Nastja (* 1994), slowenische Tennisspielerin
- Kolář, Pavel (* 1974), tschechischer Historiker
- Kolar, Robert (* 1974), österreichischer Schauspieler, Kabarettist, Sänger und Autor
- Kolar, Simon (* 1990), deutscher Koch, Entertainer, Unternehmer und Influencer
- Kolar, Slavko (1891–1963), jugoslawischer Schriftsteller
- Kolář, Stanislav (1912–2003), tschechischer Tischtennisspieler
- Kolář, Vladimír (1927–2012), tschechoslowakischer Eisschnellläufer
- Kolář, Zdeněk (* 1996), tschechischer Tennisspieler
- Kolar-Merdan, Jasna (* 1956), österreichische Handballspielerin und -trainerin
- Kolarcik, Michael Francis (* 1950), kanadischer Jesuit und Exeget
- Kolarczyk, Reinhold (1906–1964), deutscher Politiker (GB), MdL Bayern
- Kolarczyk, Thomas, deutscher Jazzmusiker (Kontrabass, Komposition)
- Kolarić, Marko (* 1984), serbisch-ungarischer Basketballspieler
- Kolarik, Chad (* 1986), US-amerikanischer Eishockeyspieler und -trainer
- Kolarik, Christian (* 1972), österreichischer Politiker (ÖVP), Landtagsabgeordneter in Oberösterreich
- Kolařík, Pavel (* 1972), tschechischer Eishockeyspieler
- Kolaroska, Marija (* 1997), nordmazedonische Skilangläuferin
- Kolarov, Aleksandar (* 1985), serbischer FußballspielerAleksandar Kolarov (* 1985)

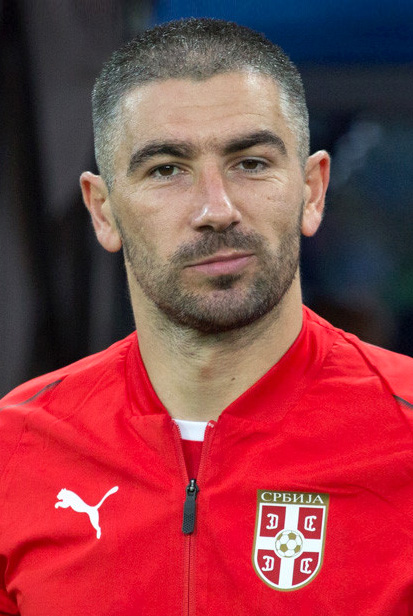
Aleksandar Kolarov (* 1985)

- Kolářová, Běla (1923–2010), tschechische Fotografin und Künstlerin
- Kolářová, Daniela (* 1946), tschechische Schauspielerin
- Kolářová, Olga (* 1986), tschechische Squashspielerin
- Kolářová, Tereza (* 1998), tschechische Tennisspielerin
- Kolarow, Wassil (1877–1950), bulgarischer Politiker, KP-Generalsekretär, Staats- und Ministerpräsident
- Kolarowa, Fani (* 1974), bulgarische Schauspielerin
- Kolarowa, Teodora (* 1981), bulgarische Leichtathletin, Hauptdisziplin: 800 Meter
- Kolarska-Bobińska, Lena (* 1947), polnische Soziologin und Politikerin, MdEP
- Kolarz, Henry (1927–2001), deutscher Journalist, Schriftsteller und Drehbuchautor

### Kolas
- Kolas, Jakub (1882–1956), belarussischer Dichter und Schriftsteller
- Kolasa, Bolesław (1920–2007), polnischer Eishockeyspieler
- Kolasa, Marian (* 1959), polnischer Stabhochspringer
- Kolåsæter, Thomas (* 1976), norwegischer Quizspieler
- Kolasheski, John S. (* 1966), US-amerikanischer Offizier, Generalleutnant der US-Army
- Kolašinac, Asmir (* 1984), serbischer Kugelstoßer
- Kolašinac, Sead (* 1993), bosnisch-deutscher FußballspielerSead Kolašinac (* 1993)

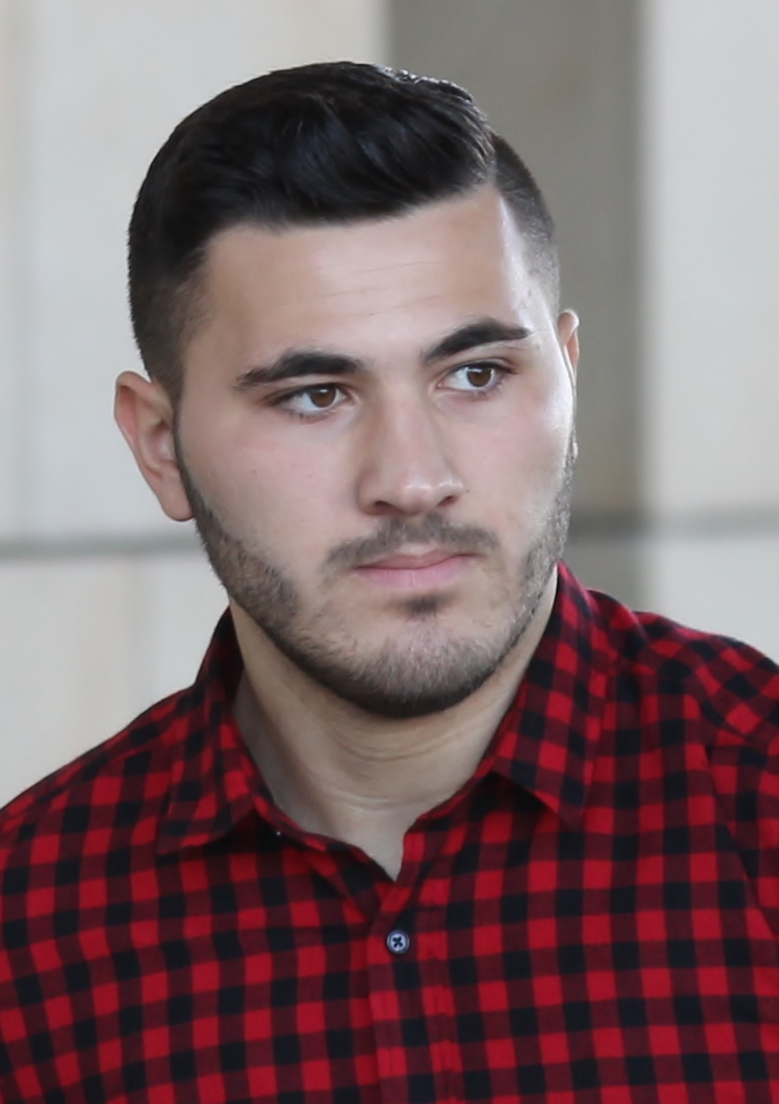
Sead Kolašinac (* 1993)

- Kolasiński, Tymon, polnischer Speedcuber
- Kolassa, Viktor (1880–1962), österreichischer Politiker (CSP), Abgeordneter zum Nationalrat
- Kolassau, Aljaksej (* 2002), belarussischer Eishockeytorwart
- Kolassau, Andrej (* 1989), belarussischer Eishockeyspieler
- Kolassau, Sjarhej (* 1986), belarussischer Eishockeyspieler

### Kolat
- Kolat, Cary J. (* 1973), US-amerikanischer Ringer
- Kolat, Kenan (* 1959), türkisch-deutscher Ingenieur, Bundesvorsitzender der Türkischen Gemeinde in Deutschland
- Kolata, Gina (* 1948), US-amerikanische Wissenschaftsjournalistin
- Kolata, Jan (* 1949), deutscher Maler
- Kolatch, Alfred J. (1916–2007), US-amerikanischer Rabbiner, Autor und Verleger
- Kolatschek, Adolph (1821–1889), österreichischer Lehrer, Politiker, Herausgeber, Publizist, Schriftsteller und Journalist
- Kolatschewski, Nikolai Nikolajewitsch (* 1972), russischer Physiker und Hochschullehrer

### Kolax
- Kolax, King (1912–1991), US-amerikanischer Jazztrompeter

### Kolay
- Kolay, Onur (* 1991), türkischer Fußballspieler